# بارك سي هون
بارك سي هون (مواليد 16 ديسمبر 1965) هو ملاكم كوري جنوبي، مثّل بلاده في الألعاب الأولمبية الصيفية 1988 وحقق الميدالية الذهبية في فئة الوزن المتوسط الخفيف.

## روابط خارجية
بارك سي هون على موقع أوليمبيديا (الإنجليزية)